# 大鵜取駅
大鵜取駅（おおうとるえき）は、樺太元泊郡知取町に存在した鉄道省樺太東線の駅。

## 歴史
- 1930年（昭和5年）11月3日 - 樺太鉄道知取駅 - 南新問駅間(32.5km)延伸開業により設置。当時の読みは「おおうとり」。
- 1941年（昭和16年）
  - 3月31日 - 読みを「おおうとる」に変更。
  - 4月1日 - 樺太鉄道の国有化により、樺太庁鉄道樺太東線の駅となる。
- 1943年（昭和18年）4月1日 - 南樺太の内地化にともない、鉄道省（国有鉄道）に編入。
- 1945年（昭和20年）8月 - ソ連軍が南樺太へ侵攻、占領し、駅も含め全線がソ連軍に接収される。
- 1946年（昭和21年）
  - 2月1日 - 日本の国有鉄道の駅としては、書類上廃止。
  - 4月1日 - ソ連国鉄に編入。ロシア語駅名は「マルコヴォ サハリンスコエ」。

## 駅名の由来
当駅の所在する地名からであり、地名はアイヌ語の「ポロ・コタン・ウトル」（大きな村同士の中間）による（ポロ＝大　のみ和訳）。

## 運行状況
（1944年当時） 
- 1945年現在、鉄道は上り元泊駅行き2本と白浦駅行きと大泊駅行きと大泊港駅行き各1本であった。下りは敷香駅行きが4本と上敷香駅行きが1本であった。

## 隣の駅
鉄道省樺太鉄道局
樺太東線
柵丹駅 - 大鵜取駅 - 茂受駅